# César José dos Santos
César José dos Santos (Soledade, 30 de março de 1904 – 1970) Filho de imigrantes libanês, formou-se em farmácia e medicina, respectivamente, nos anos de 1932 e 1933, pela hoje conhecida Universidade Federal do Rio Grande do Sul, através da qual mais tarde tornou-se livre-docente. Exercendo a atividade médica, conquistou diversos títulos e prêmios, entre eles a medalha de ouro Oswaldo Cruz, importante evento científico da década de 1930.
Em Porto Alegre, também exerceu o magistério, tendo lecionado no Colégio Cruzeiro do Sul até estabelecer-se em Passo Fundo, interior do Estado, onde fundou a Clínica Dr. César Santos, em 1945, atuando nas áreas da radiologia, radioterapia e clínica médica.
Como cientista, participava de diversos congressos no Brasil e no exterior, desenvolvendo trabalhos de pesquisa, dentre os quais destaca-se o de identificação humana diante dos seios frontais, que teria sido apresentado no Congresso Mundial de Radiologia de Tokio de 1970, se a enfermidade que sofrera não houvesse, tragicamente, se manifestado naquele momento. Em sua trajetória, sagrou-se grande entusiasta do conhecimento e do desenvolvimento humano. Uma das realizações mais importantes de sua carreira, remete ao dia 24 de janeiro de 1950, quando liderou a comissão que deu origem à Sociedade Pró-Universidade de Passo Fundo, hoje notóriamente conhecida como UPF – Universidade de Passo Fundo. Embora tenha sido severamente criticado e indagado por vislumbrar na época a criação de uma universidade no interior do Estado do Rio Grande do Sul, esse centro universitário tem hoje contribuído sobejamente ao desenvolvimento cultural, científico, econômico e social de todo Estado, trazendo frutos que se permeiam constantemente na formação de diversas gerações de estudiosos, acadêmicos, pesquisadores que já transitaram direta ou indiretamente pela Universidade.
Em sintonia com amigos e pessoas sensíveis à cultura e à promoção do conhecimento, César Santos foi o primeiro presidente do Instituto da Liberdade de Conhecer, fundado em 1961, como consequência de toda uma movimentação em torno da criação de cursos superiores em Passo Fundo. Aquela instituição tinha como escopo “criar um movimento de idéias favoráveis à ampla difusão do ensino em todos os graus, especialmente no de nível superior; proporcionar oportunidade de aprender; incrementar a descentralização do ensino superior; manter intercâmbio com instituições, inclusive com organismos internacionais de caráter oficial; trabalhar pela adesão aos ideais do instituto.”
César Santos teve destaque relevante na seara política. Fundou em Passo Fundo o antigo PTB, Partido Trabalhista Brasileiro, legenda através da qual foi eleito Deputado Estadual (1947-1951) e Deputado Federal (1951-1955. Quando sobreveio a ditadura militar, em 1964, com a extinção dos partidos existentes e a permissão apenas para um partido de situação (Arena) e um de oposição (MDB), filiou-se à oposição e foi eleito Prefeito do Município de Passo Fundo (1969-1970) pelo MDB. Como parlamentar sempre priorizou susa experiência na área da saúde: como deputado constituinte estadual, inseriu a obrigatoriedade da vacina BCG, introduzindo na Constituição do estado do Rio Grande do Sul o artigo 43 – “Das disposições transitórias, a luta contra a tuberculose pelo uso da vacina”. Esse fato é relevante, considerando-se o grande número de óbitos pela doença tísica. Cumpre destacar que o Rio Grande do Sul foi o primeiro estado a registrar em seu texto tal medida. Por essa conquista, César Santos foi elogiado por médicos e cientistas do mundo inteiro. Essa sistuação pode ser comprovada pelos ínumeros telegramas que recebeu, por notas publicadas na imprensa, por elogios em congressos, encontros, jornadas médicas. Recebeu, ainda, um Diploma de Honra ao Mérito, acompanhado de medalha, dos integrantes da comissão organizadora das jornadas comemorativas do cinqüentenário da Fundação da Ligal Paulista contra a Tuberculose em 1949.
A partir de sua representação política, apresentou estudos sobre a tuberculose, obtendo parecer do Dr. Arlindo de Assis, Diretor de Saúde Pública do país, e do Dr. Miguel Couto, que, posteriormente, encaminharia o projeto de premonição pela BCG na Câmara Federal. Presidiu a Comissão de Saúde e participou da elaboração de projetos e sugestões relativas aos problemas sanitários. Foi um dos principais defensores do desbordamento do Ministério da Aeronáutica, criando a Aeronáutica Civil como pasta autônoma. 	
César Santos foi também um grande filatelista e amigo das letras, tendo sido membro da Academia Rio-Grandense de Letras e fundador da Academia Passo-Fundense de Letras, em 1962. Hoje, o mesmo Município mantém através da UPF – Universidade de Passo Fundo, a Jornada Nacional de Literatura que se constitui num dos maiores acontecimentos literários do País, que conta com a presença de escritores famosos do Brasil e do exterior.
Na vida pessoal, demonstrava-se um homem carinhoso e dedicado à família. Em 22 de dezembro de 1945, casou-se com a Sra. Rosa Maria Pereira dos Santos, que manteve viva a sua imagem através das gerações futuras. Tiveram dois filhos: Radiá e César.
Precocemente, aos 66 anos de idade, faleceu César Santos. Foi vítima de um câncer fulminante de pulmão, enfermidade a qual tivera tratado e diagnosticado milhares de pessoas em toda a região onde atuava. Seus feitos permanecem vivos, justos e perfeitos, contribuindo ao desenvolvimento científico e cultural de todo país.	
Em homenagem ao Dr. César José dos Santos, sua filha, Radiá, e os netos, Gustavo e Tiago, criaram o Instituto Cesar Santos, que funciona em Porto Alegre, oferecendo cursos para médicos e técnicos na área da radiologia. Entre seus familiares um dos seus sobrinhos, Mílton dos Santos Martins, também teve carreira profissional destacada, embora em outra área, a magistratura.
Sobre a sua trajetória pessoal, profissional e política, a escritora Selma Gandini Costamilan escreveu a obra: "César Santos, a trajetória de um pioneiro.", editado pela Universidade de Passo Fundo. Foi eleito deputado estadual, pelo PTB, para a 37ª Legislatura da Assembleia Legislativa do Rio Grande do Sul, de 1947 a 1951.